# Siodłowa Turnia
Siodłowa Turnia – turnia wznosząca się w górnej części Doliny Małej Łąki w Tatrach Zachodnich, na południe od Małego Giewontu. Oddzielona jest od niego przełęczą Siodło. Tworzy krótką, wąską grań, w której wyróżnia się szczyt, wznoszący się na wysokość 1647 m n.p.m. Opada on stromym urwiskiem o wysokości ok. 150 m do Głazistego Żlebu. Siodłowa Turnia wraz z Małym Giewontem i Wielką Turnią tworzy panoramę szczytów wznoszących się nad Wielką Polaną w Dolinie Małej Łąki.
Dawniej zwana była Turnią Siadłą lub Turnią Spiczastą. Zbudowana jest z białych wapieni serii wierchowej, pochodzących z okresu dolnej kredy. W jej północnych zboczach znajduje się kilka jaskiń. Najbardziej znane to Nyża w Siodłowej Turni oraz Jaskinia Śpiących Rycerzy Wyżnia i Jaskinia Śpiących Rycerzy, znajdujące się w Żlebie Śpiących Rycerzy. Nazwy jaskiń związane są z legendą o rycerzach śpiących pod Tatrami, którzy mają zbudzić się, gdy Polska będzie ich potrzebować.

## Szlaki turystyczne
– czerwony z Doliny Strążyskiej przez Przełęcz w Grzybowcu, Grzybowiec i przełęcz Siodło do Wyżniej Kondrackiej Przełęczy. Czas przejścia z Polany Strążyskiej na przełęcz: 2:20 h, ↓ 1:45 h
 – żółty z Doliny Małej Łąki na Kondracką Przełęcz i Kopę Kondracką. Czas przejścia od wylotu Doliny Małej Łąki na przełęcz: 2:45 h, ↓ 2:05 h

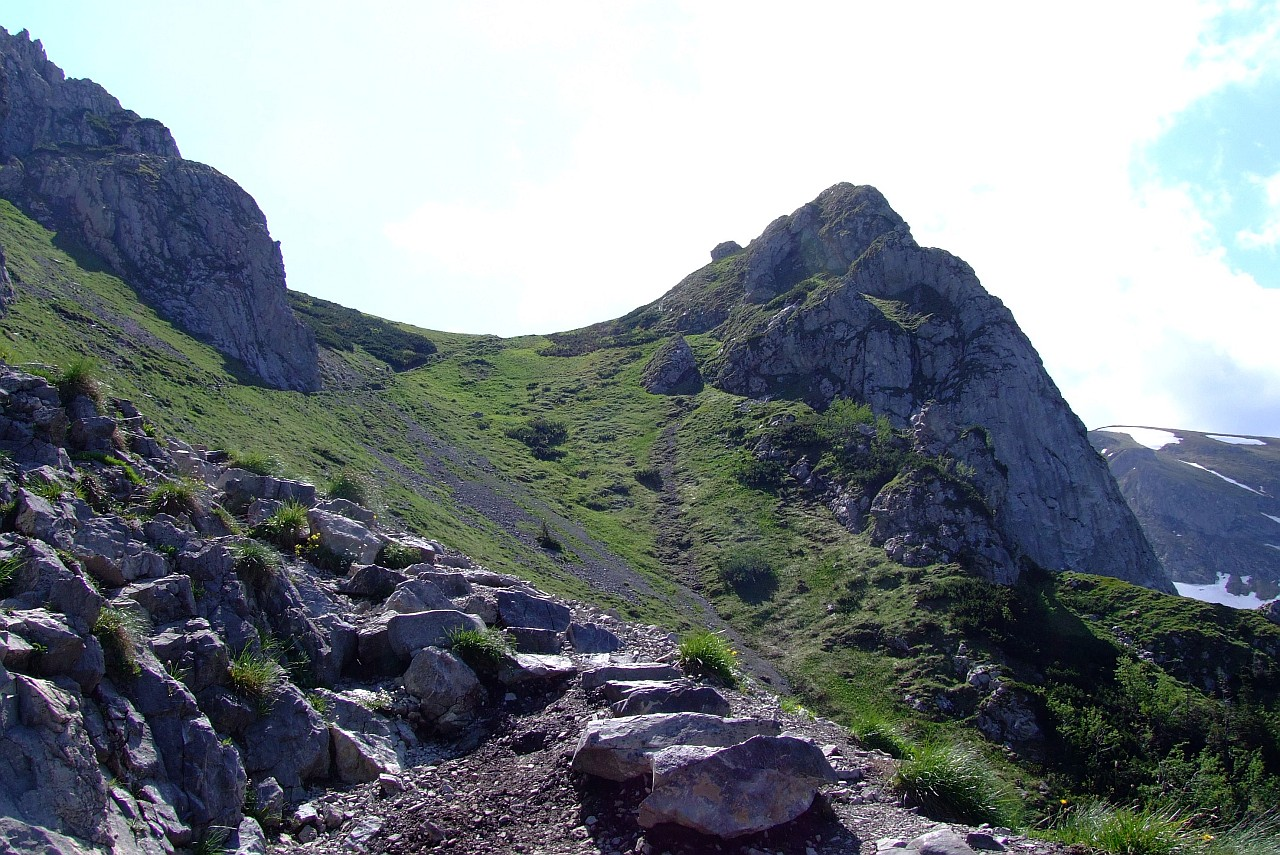
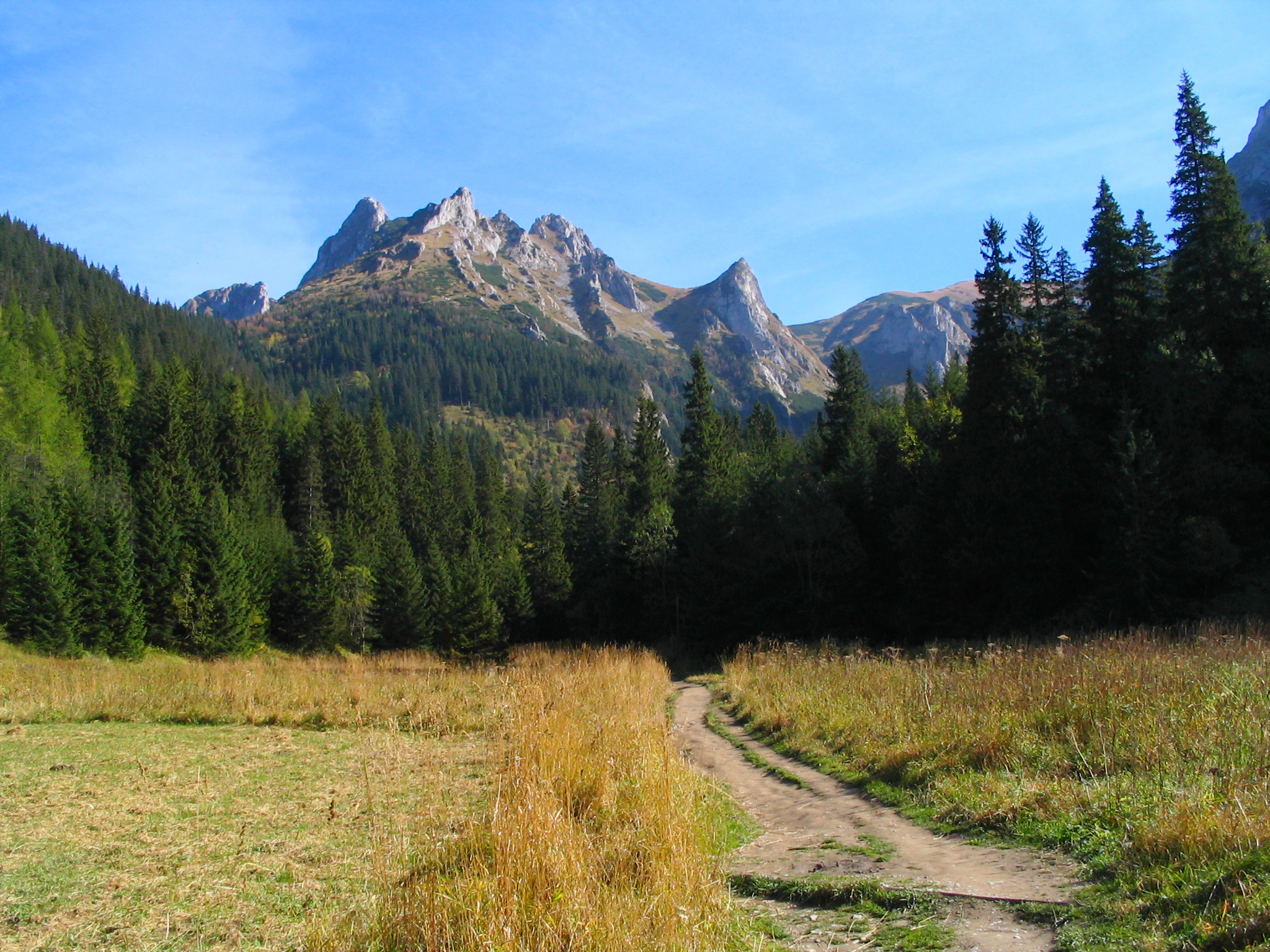
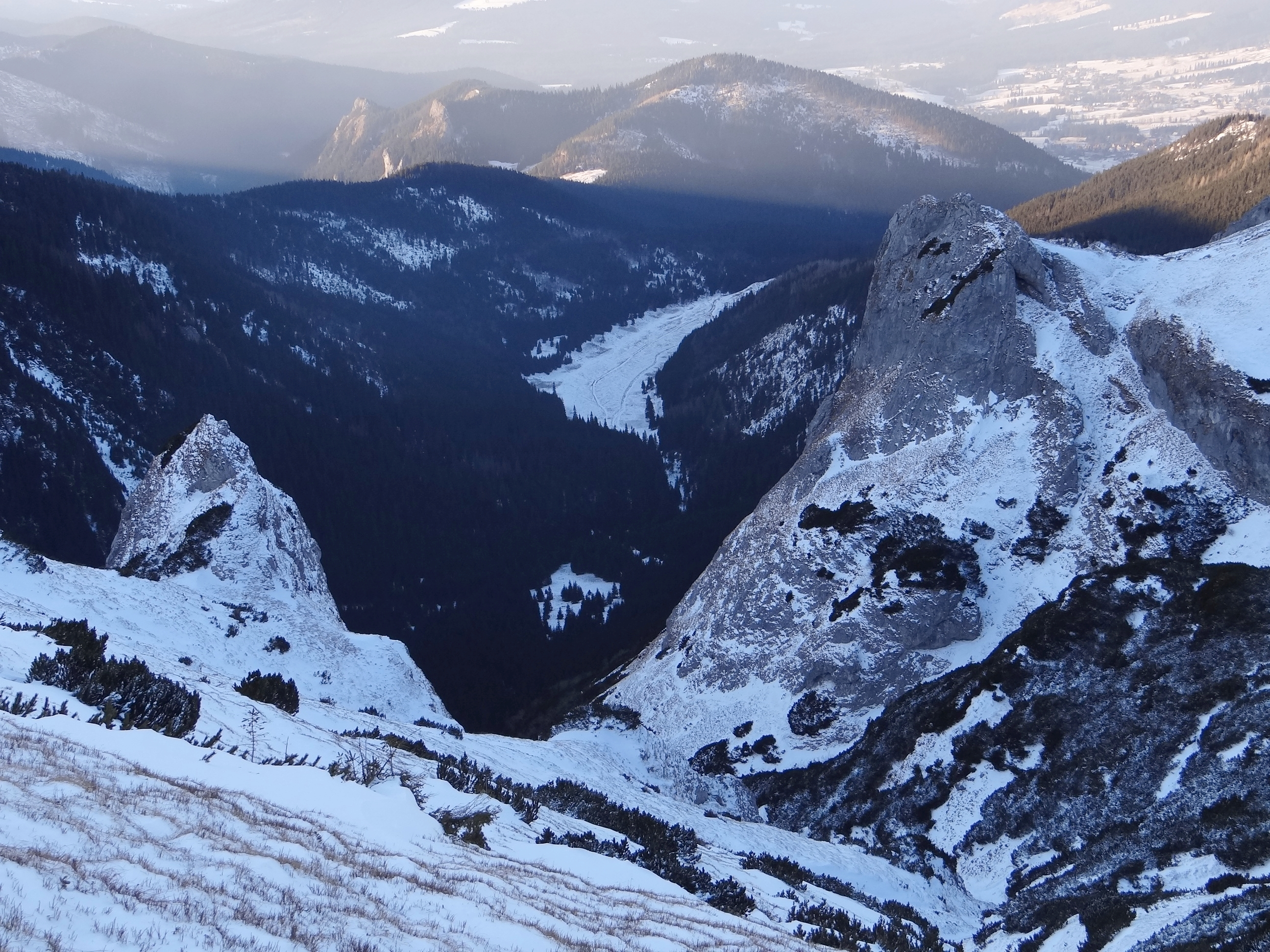
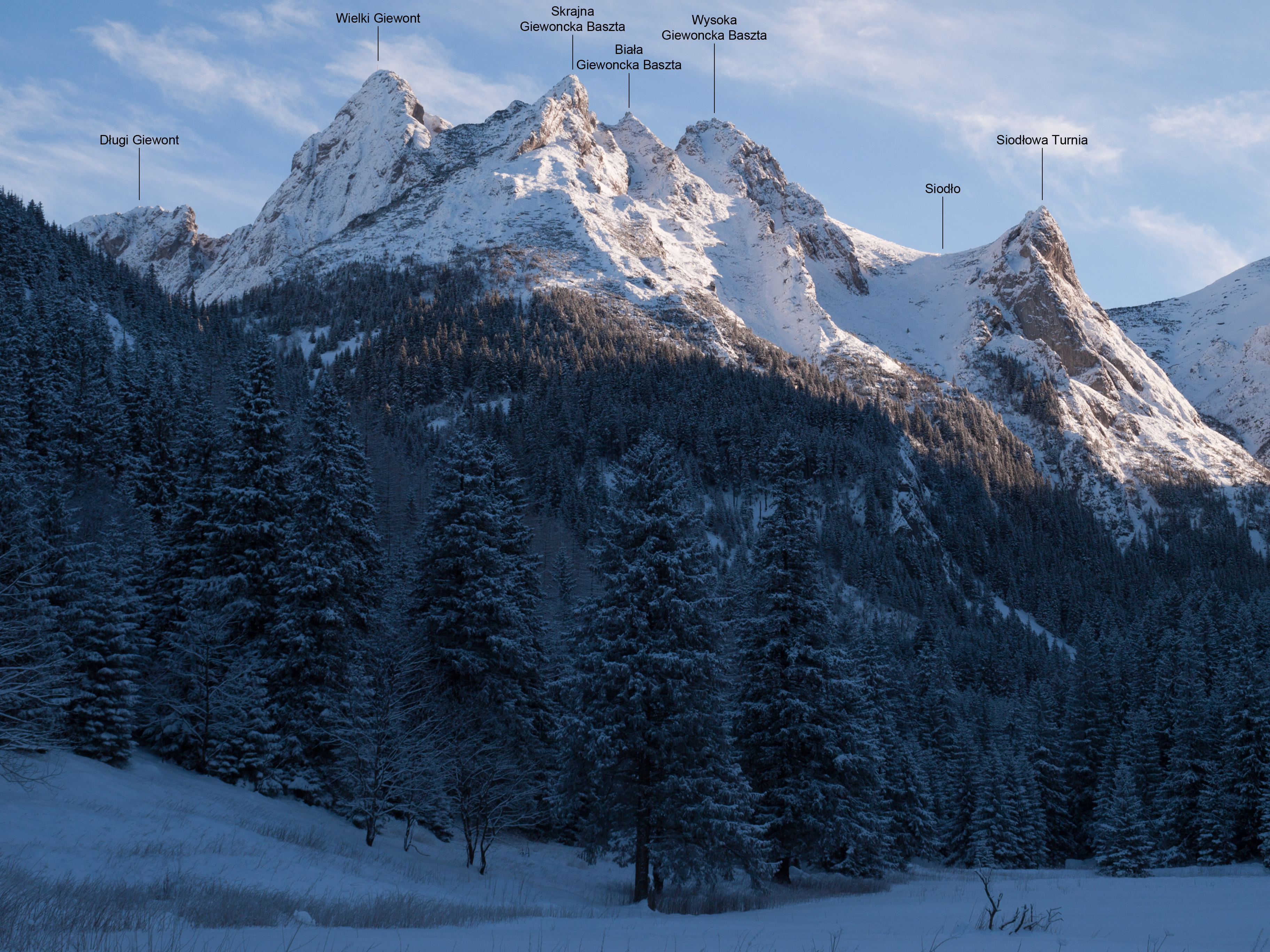
Turnie Giewontu, po prawej Siodło i Siodłowa Turnia – widok z Wielkiej Polany
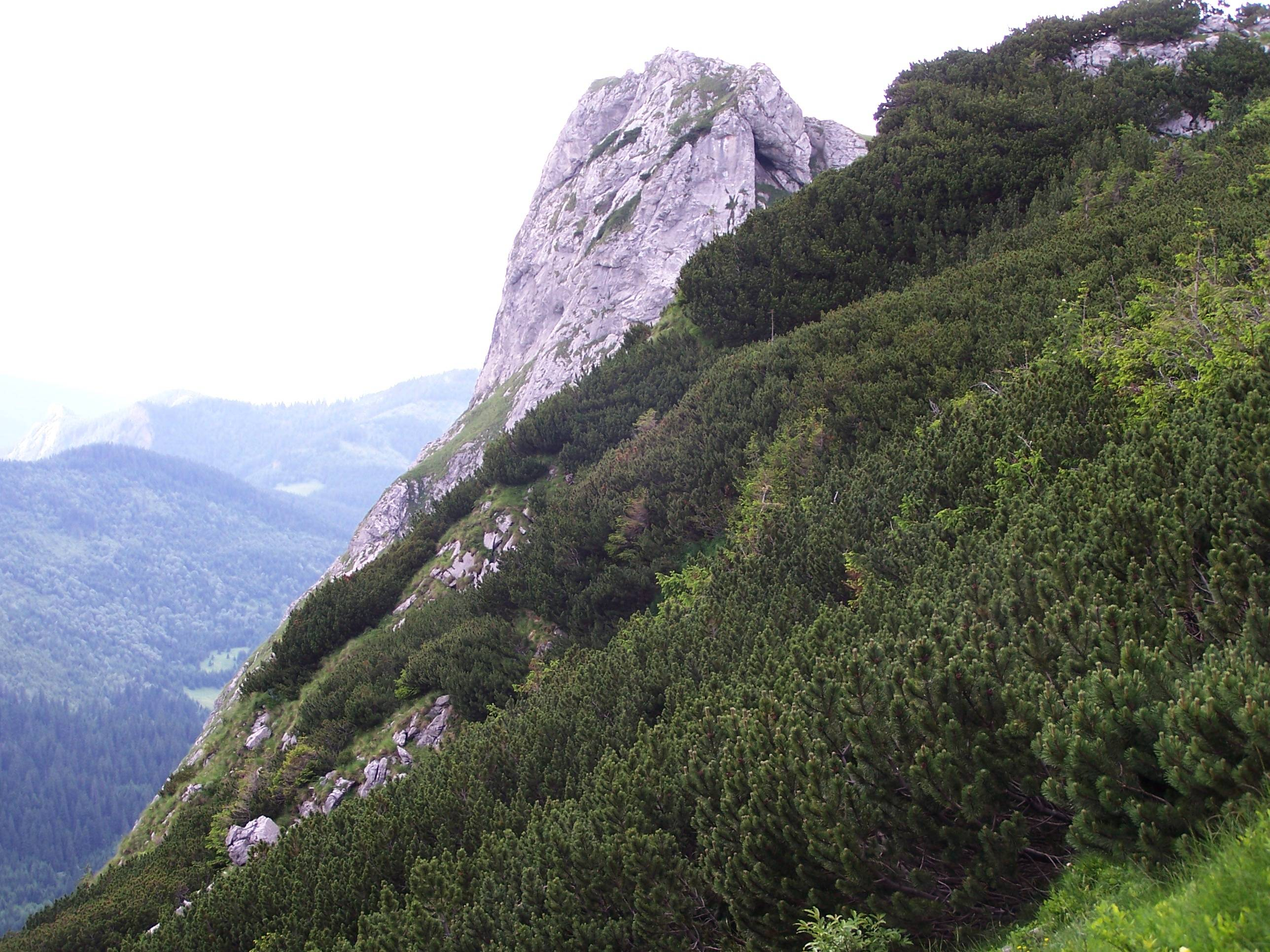
Siodłowa Turnia, widok z żółtego szlaku